# اوغولجان چاغلایان
اوغولجان چاغلایان (انگلیسی: Oğulcan Çağlayan؛ زادهٔ ۲۲ مارس ۱۹۹۶) یک بازیکن فوتبال اهل ترکیه است که در پست مهاجم برای قوجاایلی‌اسپور در سوپر لیگ فوتبال ترکیه بازی می‌کند.
از باشگاه‌هایی که در آن بازی کرده است می‌توان به غازی عینتاب‌اسپور، گالاتاسرای و قیصریه‌اسپور اشاره کرد.